# Virágsásfélék
A virágsásfélék (Xyridaceae) a perjevirágúak (Poales) egyik családja. Korábbi rendszerekben (pl. Urania Pflanzenwelt) a kommelína-virágúak rendjében (Commelinales) szerepeltek, hasonlóan család szinten. A virágsásfélék morfológiai sajátosságai:
- lágyszárú, évelő növények, leveleik keresztben vagy egyszerűen átellenesek, kard alakúak, a hajtás tövénél sűrűbben állnak;
- virágzatukat hosszú, levéltelen nyél emeli a magasba, a hímnős virágok füzér- vagy fejecskeszerű virágzatokba tömörülnek, minden virágzat egy nagyobb fellevél hónaljából ered;
- a takarórendszer 3 fehér, sárga vagy kék sziromból és csészelevelekből áll, melyek közül egyesek kiszélesedett hártyaszerű képletté alakulhatnak (védő burok);
- a porzótáj két 3 tagú porzókörből áll, a külső porzólevelek vagy elcsökevényesednek, vagy szőrös sztaminódiumokká alakulhatnak, míg a belső porzók a szirmokhoz nőttek;
- a termőtáj három termőlevél összenövéséből alakul ki, a kialakuló magvak igen kicsinyek (szél könnyen szállítja őket), bő tápszövetűek, toktermésben fejlődnek. A virágsásfélék egyébként rovarbeporzásúak, a virágok a beporzás után nagyon hamar elvirágoznak.

A virágsásfélékhez mindössze 4 nemzetség tartozik, fajszámuk viszont mintegy 270. Afrika, Dél-Amerika, Délkelet-Ázsia és Ausztrália trópusi mocsaraiban élnek (az Abolbodoideae alcsalád nemzetségei csak Dél-Amerikában), egyesek xerofitonok, mások a sós közeghez alkalmazkodtak nagymértékben.